# Curt Schlettwein

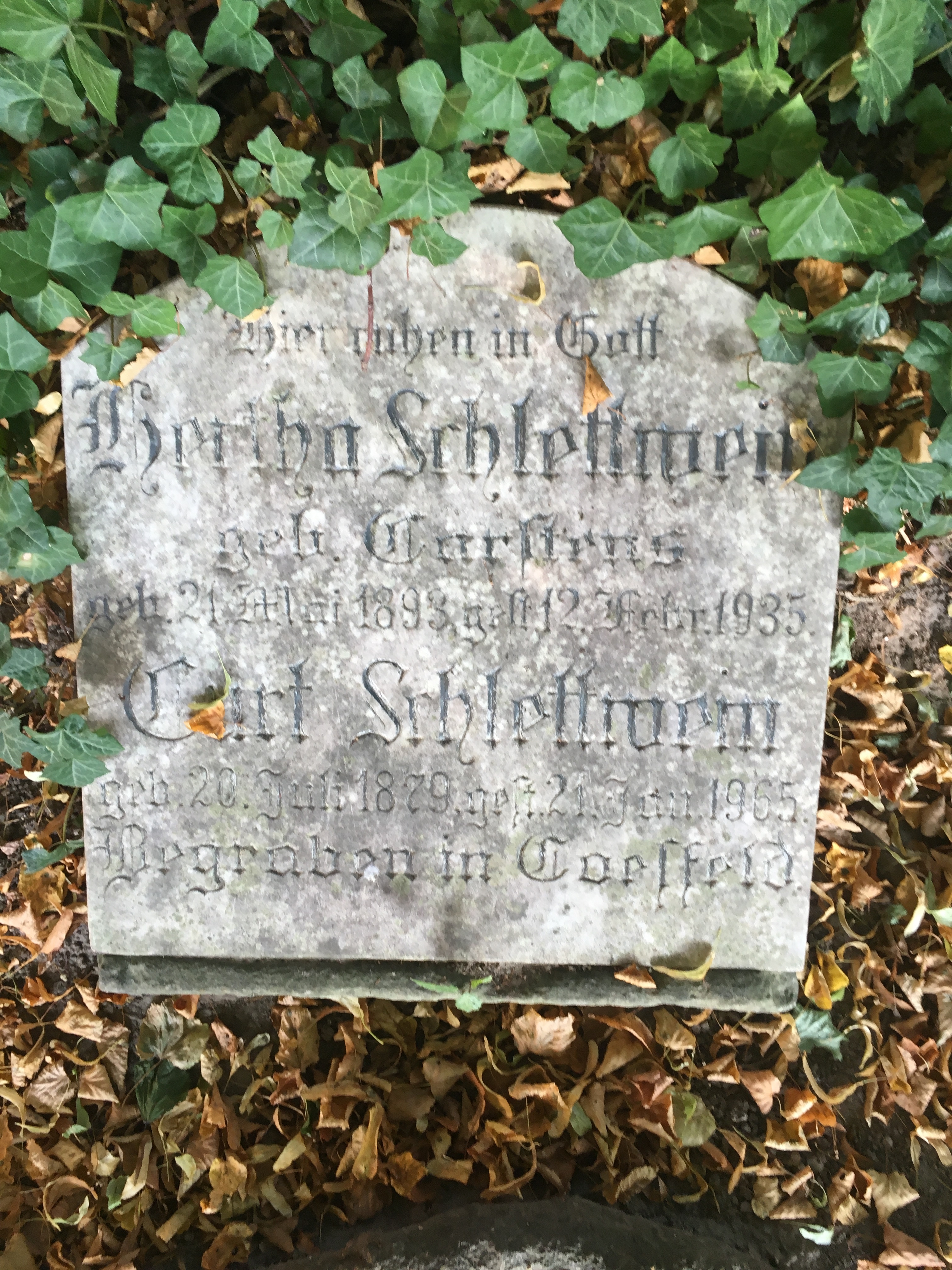
Erinnerungstafel auf dem Friedhof in Petschow

Theodor Adolf Clemens Ludwig Curt Schlettwein (* 20. Juli 1879 in Wittenburg; † 20. Januar 1965 in Coesfeld) war ein deutscher Offizier, Kolonialbeamter in Togo und mecklenburgischer Ministerialbeamter.

## Leben
Curt Schlettwein war ein Sohn des damaligen Amtshauptmanns in Wittenburg Carl Schlettwein und seiner Frau Helene geb. Michaelis (1839–1911). Adolf Schlettwein war sein älterer Bruder. Nach dem Tod seines Vaters erbte er 1898 gemeinsam mit seinen vier Brüdern das Familiengut Bandelstorf (heute Ortsteil von Dummerstorf), wobei der Forst-Assessor Carl Schlettwein im Oktober 1901 seinen Anteil an seine Brüder verkaufte. 1904 verkauften sie es an Eilert von Voss.
Er schlug zunächst die Offizierslaufbahn ein und wurde 1900 Leutnant im 5. Westpreußischen Infanterie-Regiment Nr. 148.

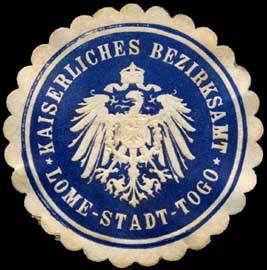
Siegelmarke des Bezirksamtes Lomé-Stadt

Im August 1907 wurde er zur Dienstleistung in der Deutschen Kolonie Togo abkommandiert. Hier war er bis 1914 tätig, erst als einer von drei Offizieren der Polizeitruppe und ab 1908 als Bezirksamtmann von Lomé-Stadt und -Land.
Im Zuge des Ersten Weltkriegs kehrte er nach Deutschland zurück. Danach wurde er in den Staatsdienst von Mecklenburg-Schwerin übernommen. Von 1922 bis vor 1933 war er stellvertretender Bevollmächtigter zum Reichsrat.
In den 1930er Jahren zog er nach Coesfeld und mietete dort 1937 das Haus des verfolgten Journalisten Edmund Pesch an. Er ließ sich als Ergänzungsoffizier (E-Offizier) reaktivieren und wurde als Oberstleutnant (E) Kommandeur des Wehrbereichskommando in Coesfeld. 1941 erfolgte seine Beförderung zum Oberst.
Er wurde in Coesfeld begraben; auf der Familiengrabstätte an der Kirche in Petschow (Dummerstorf) erinnert ein Gedenkstein an ihn.

## Nachlass
Curt Schlettwein hatte nach dem Ersten Weltkrieg seine Kontakte nach Togo durch eine umfangreiche Korrespondenz aufrechterhalten. Die mehr als 350 Briefe an ihn aus über 40 Jahren sowie seine umfangreiche Fotosammlung kamen nach seinem Tod in die Sammlung seines Neffen Carl Schlettwein (Verleger) und wurden durch die Basler Afrika Bibliographien erschlossen.

## Auszeichnungen
- Greifenorden, Ritterkreuz (1908)[6]